# Пјан деј Сиси (Пистоја)
Пјан деј Сиси је насеље у Италији у округу Пистоја, региону Тоскана.
Према процени из 2011. у насељу је живело 36 становника. Насеље се налази на надморској висини од 867 м.